# Gare de Renens
La gare de Renens est une gare ferroviaire régionale suisse, située en Suisse romande, sur le territoire de la commune de Renens, dans le canton de Vaud. Elle est desservie par des trains des Chemins de fer fédéraux suisses (CFF) et par la ligne M1 du métro de Lausanne (anciennement dite TSOL), via la station Renens-Gare. C'est la deuxième gare la plus fréquentée du réseau express régional vaudois.
Le site de la gare de Renens, situé aux confins de quatre communes (Chavannes-près-Renens, Crissier, Écublens et Renens) est un important nœud ferroviaire au centre d'un grand projet de modernisation et développement d'un réseau de transport en commun public.

## Histoire
La Compagnie de l'Ouest-Suisse met en service la ligne Bussigny − Renens − Morges le 1er juillet 1855 et la ligne Lausanne − Renens le 5 mai 1856. Les 64 kilomètres de la ligne Lausanne – Genève sont ouverts à la circulation ferroviaire le 8 août 1856.
En 1865, la Compagnie possède 146 kilomètres de lignes, dont Morges − Lausanne − Renens (8 km) et Renens − Yverdun, ou Yverdon, (38 km). Le 14 avril 1868, la locomotive « Vautour », en tête du train n°11, s'arrête 12 minutes au disque de Renens, car le train a pris du retard en raison d'un fort vent. Le tribunal relaxe la Compagnie de l'Ouest-Suisse de l'amende, au motif que la ligne de Lausanne à Genève ne comporte encore qu'une seule voie entre Renens et la gare de Lausanne, où le train arrive avec 23 minutes de retard.
La Compagnie des chemins de fer de la Suisse-Occidentale, met en service, le 1er juillet 1876, une importante gare de triage.

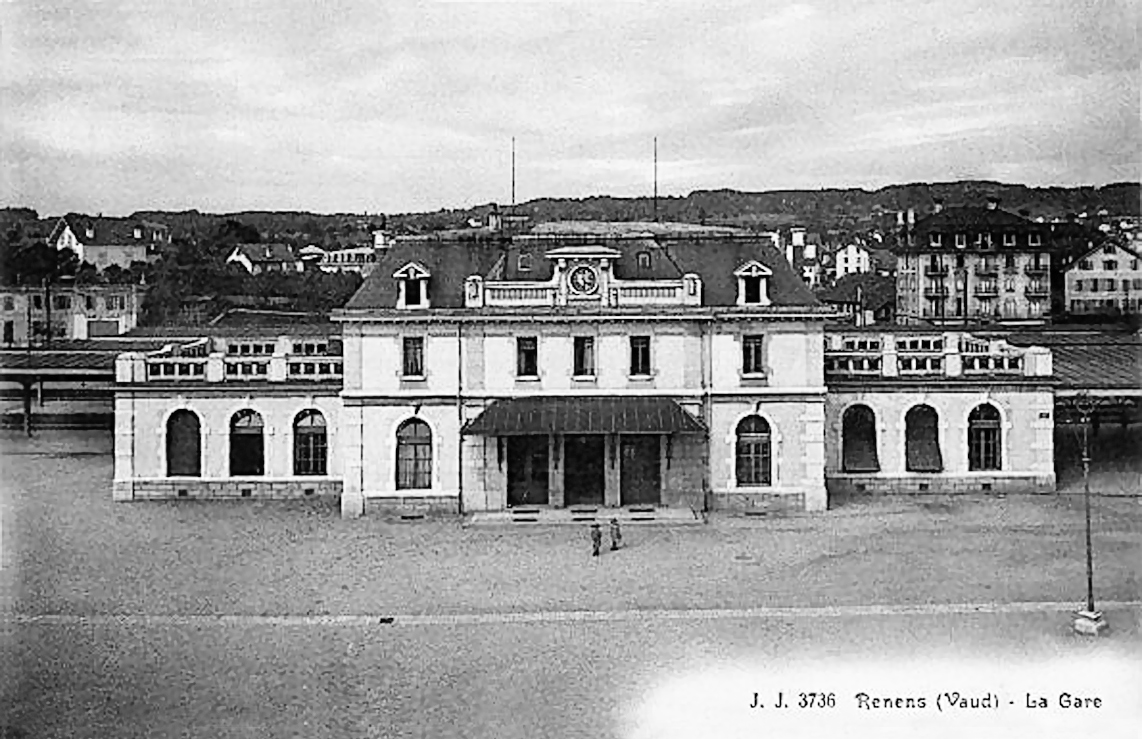
Bâtiment voyageurs de 1908 encore existant aujourd'hui.

Le 21 avril 1908, la nouvelle gare de Renens est mise en exploitation et succède à l'ancienne masure. Les architectes responsables de la construction de cette nouvelle gare sont Jean Taillens et Charles Dubois à Lausanne. La superficie de ce bâtiment est de 584 mètres carrés, comprenant un corps central avec sous-sol, rez-de-chaussée, 1er étage et combles avec deux ailes non excavées.
Les Chemins de fer fédéraux suisses (CFF), créés en 1903 lors de la nationalisation des principales compagnies, procèdent en 1925 à la mise en service, par sections, de l'électrification de la ligne de Lausanne à Genève : d'abord entre Lausanne et Renens, le 1er février 1925, puis entre Renens et Genève le 25 décembre 1925.
Dans la nuit du 11 au 12 juin 1940, la gare de Renens est bombardée par des avions anglais de retour d'une mission visant les usines Fiat de Turin. L'attaque, qui fait deux morts et huit blessés, est due à une erreur de navigation des équipages (d'autres bombes tombent cette même nuit sur Genève),

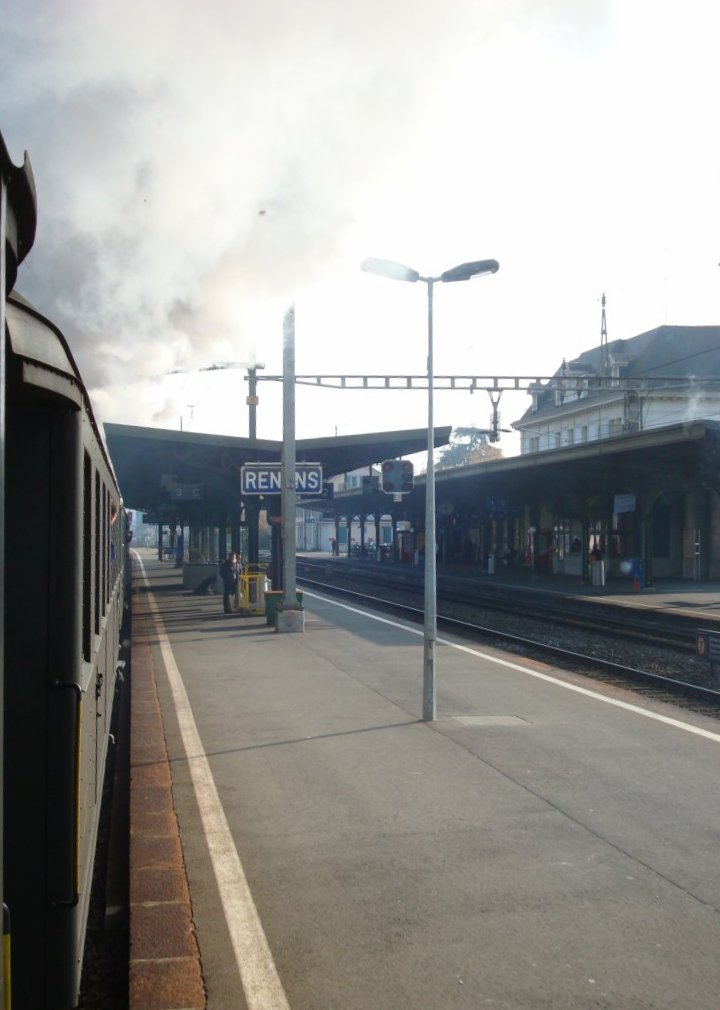
Passage d'un train à vapeur le 16 novembre 2008.

En 1991, la station Renens-Gare, construite au sein de la gare, devient le terminus du tramway du sud-ouest lausannois, mis en service le 2 juin 1991. Lors du 150e anniversaire de la ligne Lausanne − Genève, le 16 novembre 2008, un train à vapeur parcourt la ligne (voir ci-contre, photo du train en gare de Renens).
En 2010, la section ferroviaire reliant Renens à Lausanne, avec ses trois voies, est considérée comme un goulet d'étranglement pour le trafic. Les CFF prévoient alors de construire une quatrième voie à l'horizon 2018 ainsi qu'un saut-de-mouton entre les gares de Renens et de Prilly-Malley. Cette dernière gare, située entre Lausanne et Renens, a ouvert en 2012 et une ligne de tramway doit ouvrir en 2017. Toutes ces améliorations figurent dans le schéma directeur du district de l'Ouest lausannois,
En 2012, le toit de la gare est endommagé par un incendie.
Dès 2013, le projet d'une passerelle franchissant les voies de la gare de Renens est mis à l'enquête publique. Les travaux ont commencé en octobre 2017. Les trois premiers tronçons de la passerelle ont été posés entre le 29 novembre et le 2 décembre 2019. Le quatrième tronçon de la passerelle, au nord de la gare, a été posé le 9 juillet 2020. Baptisée « Rayon Vert », elle a été inaugurée et ouverte au public le 25 mai 2021,,.

## Présentation
La gare de Renens est située dans l'agglomération ouest de Lausanne, une région peuplée de 50 000 habitants, qui compte de nombreux commerces ainsi que des hautes écoles universitaires (EPFL et UNIL) accueillant au total 18 000 étudiants. En 2001, 120 trains RER, 46 trains InterRegio, 100 rames de métro et 360 bus passent quotidiennement par la gare de Renens.
Le terrain de la gare jouxte les communes de Renens, Crissier, Écublens et Chavannes-près-Renens. Il dessert l'une des plus importantes zones urbaines de Suisse romande. La gare comporte trois quais de train, exploités par les chemins de fer fédéraux suisses (CFF) pour les liaisons InterRegio et le Réseau express régional vaudois (REV), ainsi que les deux quais formant la station Renens-Gare, terminus de la ligne M1 du métro de Lausanne, et deux arrêts de bus exploités par les transports publics de la région lausannoise (TL). En 2008, 23 000 personnes ont transité par la gare chaque jour, 35 % des voyageurs font le déplacement entre les quais CFF et l'arrêt du M1 et 20 % utilisent la gare comme passage piéton .
La gare de Renens comporte un secteur pour les marchandises, avec une gare de triage de 12 hectares utilisée pour composer des trains de marchandises et transborder les marchandises vers la route.
La région de l'Ouest Lausannois, où se trouve la gare, a connu une évolution très rapide depuis 1950. En 2010, à la suite de l'accroissement de la population et de l'augmentation de la cadence des trains, la gare est « largement sous-dimensionnée ». Elle est en outre jugée « peu attrayante, vieillotte et vétuste » par les usagers. Divers travaux de rénovation et d'amélioration sont prévus jusqu'en 2030,,. Des améliorations qui font partie du projet Léman 2030 lancé par les CFF en 2013, et qu'ils qualifient de « chantier ferroviaire du siècle ».
La gare se trouve sur la ligne de Genève à Lausanne, à proximité de la gare de Prilly-Malley.

Intermodalité en gare de Renens
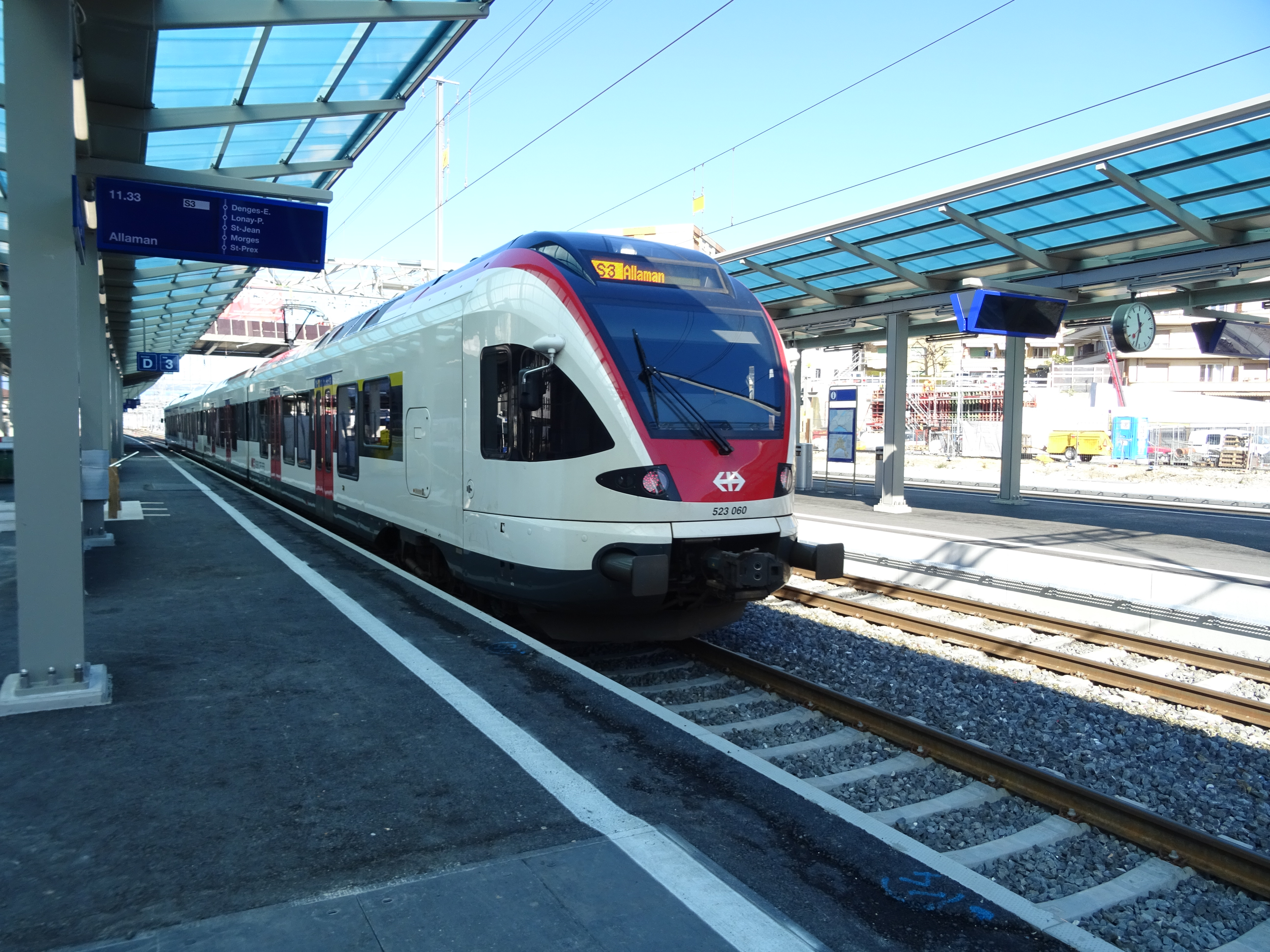
RABe 523 « FLIRT » assurant un service de la ligne S3 du RER Vaud, à quai en gare de Renens en direction d'Allaman.
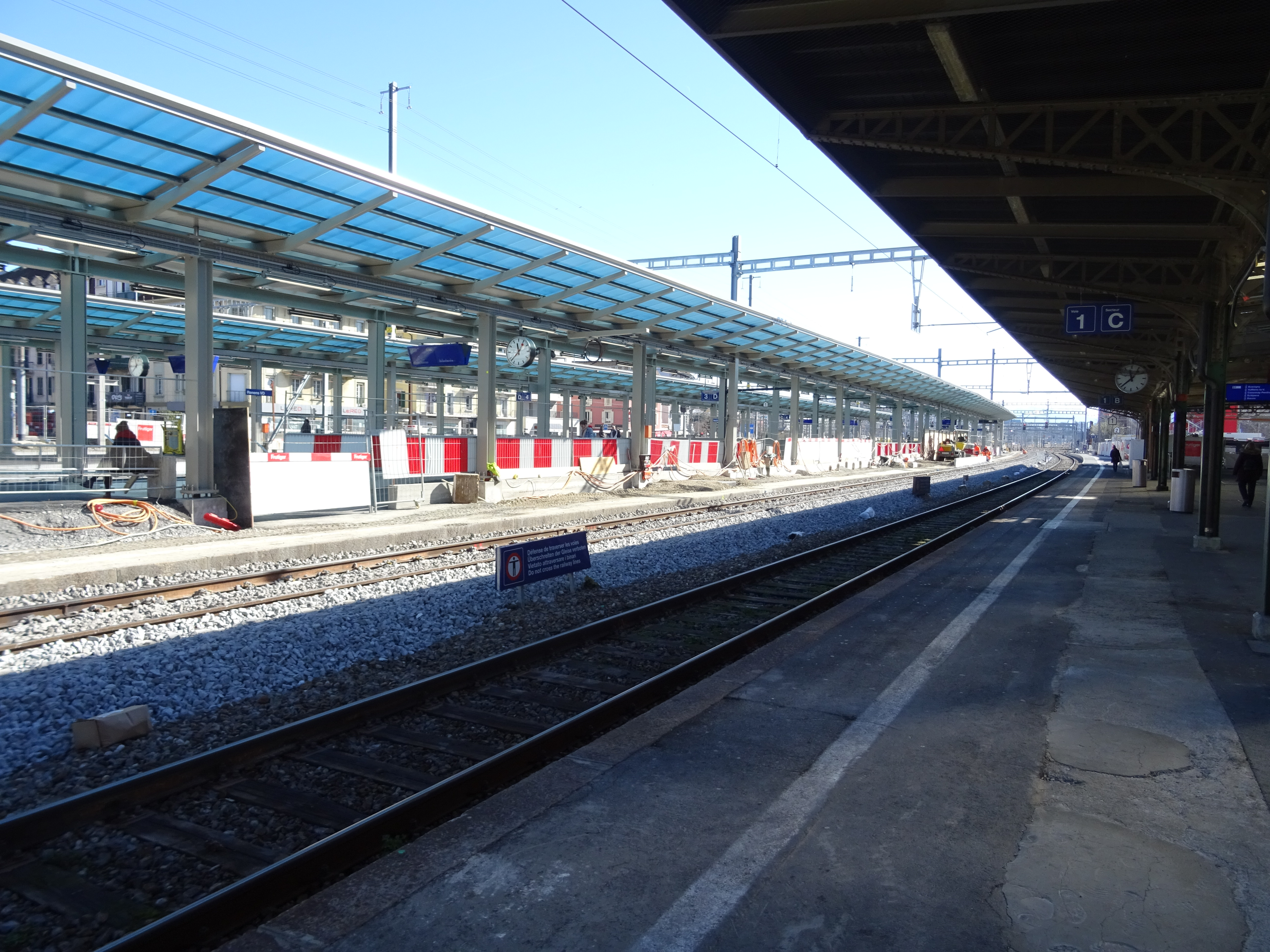
Vue d'ensemble des voies.
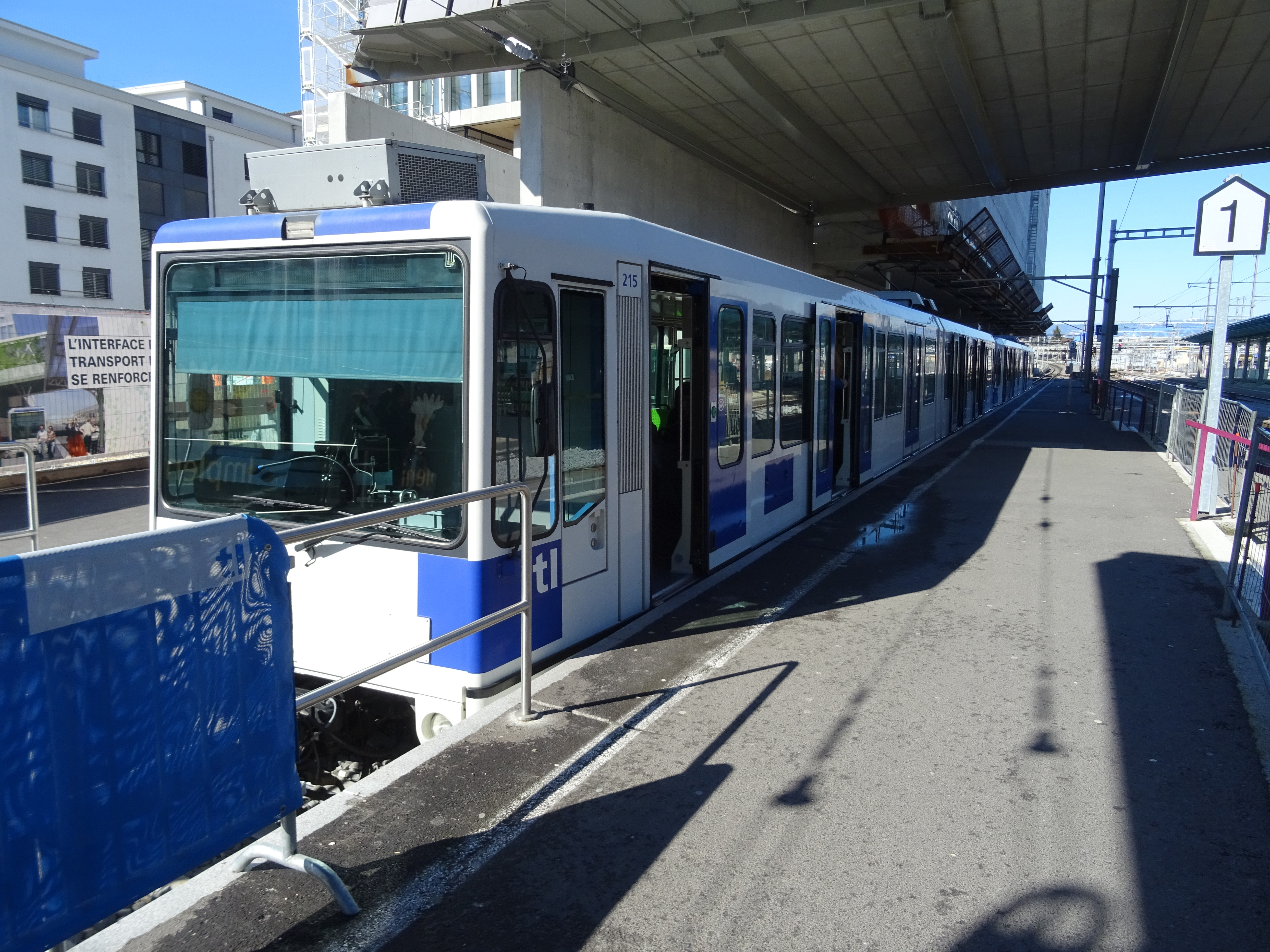
Terminus de la ligne du ligne M1 du métro de Lausanne.

## Une région en mutation
La gare de Renens a été inaugurée en 1856, à la suite de la mise en service de la ligne de train Lausanne-Bussigny-Yverdon. En 1876, on construit la gare de triage de Lausanne sur le site de Renens, parce que le site escarpé de la gare de Lausanne ne comporte pas de surface plate suffisamment étendue pour une telle installation.
Depuis la construction de la gare au XIXe siècle, la région de l'Ouest Lausannois a radicalement changé : en 1900, les communes de Renens, Crissier, Écublens et Chavannes-près-Renens totalisent 3 200 habitants. Jusqu'en 1960, la population passe à 18 000 personnes. En l'an 2000, elle atteint 39 000 habitants (soit plus du double). La croissance ralentit ensuite quelque peu mais selon le recensement 2009, ces communes représentent au total 43 509 habitants en 2009 (Ouest lausannois : 65 783).
L'Université de Lausanne et l'École polytechnique fédérale de Lausanne se sont implantées dans les années 1970, de même que des centres commerciaux, des entreprises du secteur tertiaire et des logements. En l'an 2000, la région est en plein développement, alors que le centre-ville de Lausanne perd des habitants et des emplois. Les quatre communes voisines de la gare ont - chacune de leur côté - tenté de prendre des mesures pour s'adapter à l'évolution du secteur. Celui-ci n'a cependant jamais fait l'objet d'une étude globale et intercommunale.
Dans les années 2000, le service régional d'aménagement du territoire est chargé d'étudier la banlieue ouest de Lausanne et de valoriser la gare de Renens ainsi que ses abords. Le professeur, architecte et urbaniste Pierre Federsen est chargé d'établir un schéma directeur portant sur le centre de Renens et sa gare.
En 2001, un collectif composé d'habitants, d'autorités et de personnalités locales examine la gare de Renens et effectue une visite à pied des alentours. Les usagers de la gare jugent celle-ci « peu attrayante, vieillotte et vétuste », le passage sous-voie est qualifié de « triste et peu attrayant ». Les voyageurs qui passent du train au métro doivent faire un détour de plus de 200 mètres en raison de l'unique passage sous-voie, et le terminal de la gare se trouve au sud des voies, alors que le centre-ville de Renens est au nord. Les autorités locales des quatre communes proches de la gare se réunissent alors pour mettre au point diverses améliorations.
Les améliorations envisagées sont, en 2011, la rénovation du bâtiment principal et la construction de deux nouveaux bâtiments, de part et d'autre du terminal existant. Le projet comprend aussi la construction d'une passerelle en complément de l'actuel passage sous-voie, ainsi qu'une nouvelle ligne de tramway et un quatrième quai de train. Il est également prévu d'augmenter la cadence des trains, des métros et des bus.
En 2010 a lieu la consultation publique pour la concession d'une ligne de tramway de Lausanne-Flon à la gare de Renens. La mise à l’enquête publique des aménagements routiers en lien avec ce projet est fixée à fin 2011.
Entre 2005 et 2010 le trafic sur l'axe ferroviaire Lausanne-Renens-Genève a augmenté de 40 %, et celui-ci est devenu un des axes « les plus sollicités de toute la Suisse ». En vue de répondre à la demande, les CFF mettent alors en circulation des trains à deux étages Duplex Regio dès 2012.
Entre 2016 et 2017, un nouveau passage sous voie est réalisé en amont de la gare. Un nouveau quai au nord de la gare doit servir à la fois les CFF et la future ligne de tramway Lausanne-Renens. Un prolongement des quais 2 et 3 à 420 mètres, avec un rehaussement de ceux-ci à 55 cm est terminé, les trois nouveaux quais CFF permettent aux personnes à mobilité réduite ou avec poussettes d’accéder de plain-pied aux trains.